# Batula (Oïrats)
 (novembre 2024).
Le contenu est difficilement compréhensible vu les erreurs de traduction, qui sont peut-être dues à l'utilisation d'un logiciel de traduction automatique.
 (novembre 2024).
Si vous disposez d'ouvrages ou d'articles de référence ou si vous connaissez des sites web de qualité traitant du thème abordé ici, merci de compléter l'article en donnant les références utiles à sa vérifiabilité et en les liant à la section « Notes et références ».
Batula, (mongol : ᠪᠠᠲᠤᠯᠠ
ᠴᠢᠩᠰᠠᠩ, VPMC : Batula čingsang, cyrillique : Батула, MNS : Batula) (nommé également Ma-ha-mou ou Mahmoud) est au début du XVe siècle un seigneur Oïrats, puissant peuple de Mongols forestiers établis à l'ouest du lac Baïkal et au nord de l'Altaï.

## Biographie
D'abord allié au roi des Asod (Ossètes) Arouktaï, il renverse le Kirghiz Ugetchi qui s'était emparé du khannat suprême en 1399. Les deux princes font allégeance à la cour de Pékin. Batula se trouve compétition pour le pouvoir avec Esseku, le fils d’Ugetchi, ainsi qu'avec Oldjaï Témür, le fils d'Elbek, qu'Arouktaï a rallié. Il fait alliance en 1309 avec les Ming contre les Mongols orientaux. Une première campagne chinoise échoue en septembre 1309[Quoi ?]. Après la victoire de Yongle en 1410, la Mongolie se divise en deux parties, un khanat oriental et un khanat occidental. Oldjaï Témür, déconsidéré par sa défaite, est écrasé définitivement vers 1412 par Batula qui s’empare de l’hégémonie. Renforcé dans son pouvoir, il rompt avec la Chine.[Quoi ?] Yongle intervient personnellement une seconde fois en Mongolie en 1414. Batula fait subir des pertes considérables à l’armée chinoise, puis doit s'enfuir au-delà de la Toula. 
Batula est tué vers 1417 par le prétendant gengiskhanide Adaï. Son fils Toghon lui succède. Entre 1434 et 1438 il étend la domination des Oïrats sur toute la Mongolie et fonde l'Empire kalmouk.

## Sources
- René Grousset, L’empire des steppes, Attila, Gengis-Khan, Tamerlan, Paris, Payot, 1938, quatrième édition, 1965, (.pdf) 669 (présentation en ligne, lire en ligne)
- Perpetual Happiness, de Shih-Shan Henry Tsai